# شوقتال
شوقتال (قزاقی: Шоқтал) یک شهرک در استان پاولودار کشور قزاقستان است.